# Pusztaottlaka
Pusztaottlaka là một thị trấn thuộc hạt Békés, Hungary. Thị trấn này có diện tích 18,87 km², dân số năm 2010 là 367 người, mật độ 19 người/km².